# アーナンド県
アーナンド県 (Anand District) は、インド西部グジャラート州の県で、異称のチャロタール (Charotar) としても広く知られている。1997年にケーダー県から分離して創設された。行政の中心となる県都は、アーナンドである。北側はケーダー県、東側はヴァドーダラー県、西側はアフマダーバード県に接しており、南側はカンバート湾に面している。主要都市は、カンバート、カラムサード、タラプール、ペトラード、ソジトラである。

## 人口構成
| アーナンド県における宗教 | アーナンド県における宗教 | アーナンド県における宗教 | アーナンド県における宗教 | アーナンド県における宗教 |
| ------------------------ | ------------------------ | ------------------------ | ------------------------ | ------------------------ |
| 宗教                     |                          |                          | ％                       |                          |
| ヒンドゥー教             | ヒンドゥー教             |                          | 85.95%                   | 85.95%                   |
| イスラム教               | イスラム教               |                          | 11.99%                   | 11.99%                   |

2011年インド国勢調査によると、アーナンド県の人口は 2,092,745人で、そのうち男性は 1,088,253人、女性は 1,002,023人で、おおよそ北マケドニアの総人口と等しく、アメリカ合衆国ニューメキシコ州の人口と概ね同じ水準にある。これは、全部で640あるインドの県の中で 219位にあたる。アーナンド県の人口密度は 711人毎平方キロメートル (1,840/sq mi) である。2001年から2011年にかけての10年間における人口成長率は 12.57%であった。アーナンド県では男性1000人に対して、女性は921人で、識字率は 85.79%となっており、男性の93.23%、女性の77.76%は識字力を有している。
2011年インド国勢調査の時点では、人口の 96.67%が第一言語としてグジャラート語を使用しており、ヒンディー語とした者は 2.25%、ウルドゥー語は 0.58%であった。

## 経済
アーナンドの経済は、農業から大規模な産業まで幅広く、活気に満ちている。主要な産物としては、タバコとバナナがある。アーナンドの近郊には、有名な乳製品会社であるアムールなどがある、非常に大規模な工業地区 Vitthal Udhyog Nagar がある。この工業地区には、エレコン・エンジニアリングなどの有名企業も進出している。この他にも、1938年創業のチャロタール鉄工所 (The Charotar Iron Factory)、ウォーム・スティーム (Warm Steam)、ミルセント (Milcent)、アトランタ・エレクトリックス (Atlanta Electrics) などが立地している。 アムールは、アーナンドに本拠を置くインドの乳製品会社である。アムールは、インドの白い革命 (White Revolution) に拍車をかけ、インドを世界最大の牛乳、乳製品生産国に押し上げた。アムールはインド最大の食品ブランドであり、海外市場にも進出している。,

## 行政区画
アーナンド県は、テシル/郡に相当する8つのタルカ (taluka) に区画されている。すなわち、アーナンド、アンクラヴ、ボルサード、カームバート、ペトラード、ソジトラ、タラプール、ウムレトである。

## 名所

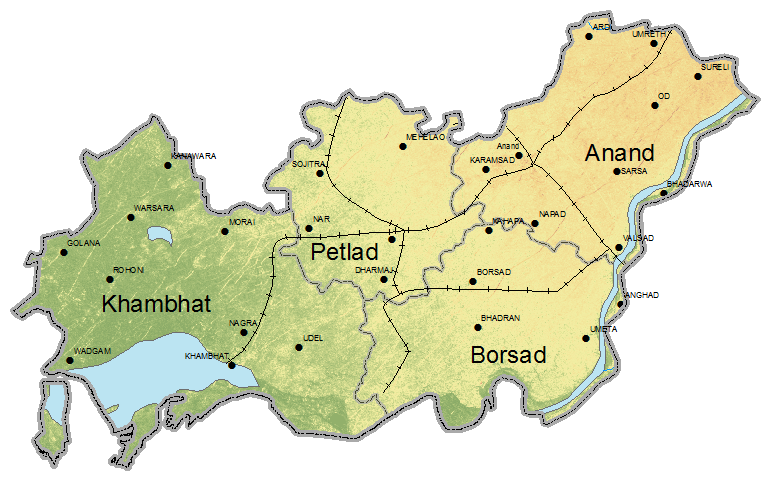
アーナンド県の地勢図。

- アーナンド[10] - アムール (AMUL： Anand Milk Union Limited) の創業者にして、協同組合運動「ミルク・シティ (Milk City)」の生みの親であるトリブヴァンダス・キシバイ・パテール（英語版）の生誕地[11]。
- アムール - 「インドの白い革命」と言われるオペ レーショ ン ・ブラッ ド（英語版）の起源[12]。
- 全国酪農開発委員会（英語版）本部[13]
- アーナンド農村経営研究院（英語版）
- アーナンド農業大学（英語版）[14]
- カラマサード（英語版） - サルダール・パテールの生誕地。
- カームバート - カームバート湾に面した古代以来の歴史的な港で、外国貿易の地。
- バドラン（英語版） - 1世紀ほど前のマハーラージャサヤジラオ・ガイクワード3世（英語版）統治下の繁栄と土木事業によって「ガイクワードの州のパリ (Paris of Gaekwad state)」と称される。
- サルダール・パテール大学（英語版）- アーナンド県ヴァラブ・ヴィディヤナガール（英語版）に所在[15]。